# Espacialismo (poesia)
O espacialismo (spatialisme) é um movimento literário criado pelo poeta Pierre Garnier. Sua esposa, Ilse Garnier, é igualmente muito ativa no movimento.

## Origens

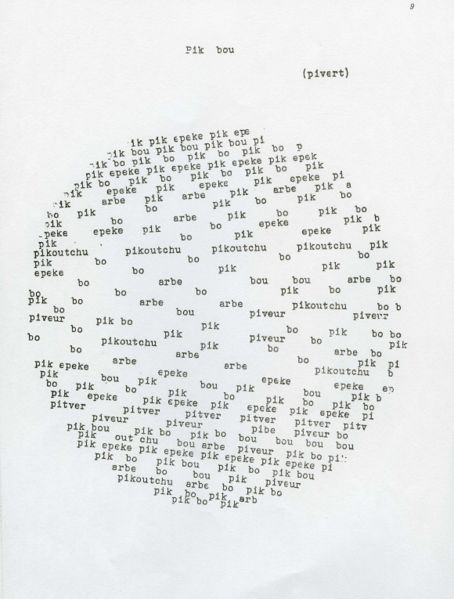
Pierre Garnier, poema Pik bou (« pica-pau » em picardo), Ozieux 1, 1966

A palavra aparece pela primeira vez em 25 de novembro de 1963, no número 31 no jornal Les Lettres (ver a lista de manifestos), que mais tarde passou a chamar-se Revue du spatialisme.
Pierre Garnier o define assim: "Eu livrei a poesia de frases, palavras, de articulações. Eu ampliei inclusive a respiração. [...] desde esta respiração pode-se subir para um outro corpo, outra mente, outra língua, outro pensamento - eu posso me reinventar e reinventar o mundo. 

### Os manifestos
- Manifeste pour une poésie nouvelle, visuelle et phonique (com Ilse Garnier, 30 setembro 1962), revue Les Lettres n° 29, André Silvaire, 28 janeiro 1963.
- Deuxième manifeste pour une poésie visuelle (31 dezembro 1962), revue Les Lettres n° 30, André Silvaire, 30 maio 1963.
- Note liminaire : Plan pilote fondant le Spatialisme, revue Les Lettres n° 31, André Silvaire, 25 novembro 1963.
- Position I du mouvement international, revue Les Lettres n° 32, André Silvaire, 27 abril 1964.
- Éléments d'un théâtre, troisième manifeste du spatialisme (avec Seiichi Niikuni), éd. Galerie Press, Sankt-Gallen, Suíça, 1966

Veja também os ensaios de Pierre e Ilse Garnier.

### Participantes
Augusto e Haroldo de Campos, Eugen Gomringer, Franz Mon, Heinz Gappmayr, Seiichi Niikuni, Keiichi Nakamura, entre outros.